# Исак Комнин (брат цара Алексија I)
Исак Комнин (грчки: Ἰσαάκιος Κομνηνός; око 1050 — 1102/1104) је био византијски севастократор. Био је брат Алексија I Комнина, оснивача династије Комнин.

## Биографија
Исак је био други син доместика схоле Јована Комнина и Ане Даласине. Припадао је круговима аристократије средином 13. века. Био је нећак цара Исака I Комнина (1057-1059). Цар Михаило VII Дука (1071-1078) га је 1071. или 1072. године оженио грузијском принцезом Ирином, рођаком своје жене Марије Аланије. Након катастрофалног пораза Византинаца код Манцикерта (1071), Исак је постављен као војни командант у Малој Азији против Турака. Од 1073. године је доместик схола Истока. Заробљен је од стране Турака, а ослобођен је по плаћању откупа. Постављен је 1074. године за дукса Антиохије, али су га Турци поново заробили 1078. године. Уживао је поверење цара Нићифора III Вотанијата (1078-1081). Вотанијат га је користио да се повеже са династијом Комнина. Преко Ирине Дукине, жене Исаковог брата Алексија, повезане су породице Комнин и Дука. Исак је подржао свога брата приликом побуне 1081. године. Брат му је доделио титулу севастократора. Према речима Ане Комнине, Исак је био једнак цару односно "цар без пурпура". Био је сличан Алексију; уживао је у рату и лову.

## Породица
Исак је био ожењен грузијском принцезом Ирином, рођаком Марије Аланије. Имао је осморо деце:
- Јован Комнин, протосеваст, дукс Драча (1092-1105/6).
- Алексије Комнин, пансеваст и дукс Драча после 1105/6.
- Константин Комнин, пансеваст и дукс Бероје, касније мега друнгарије.
- Адријан Комнин, монах, архиепископ Бугарски, као Јован IV.
- Софија Комнин, удата за Нићифора Дуку.
- Евдокија Комнин, удата за Нићифора Вотанијата.
- Две ћерке непознатог имена, једна од њих удата за Гргура Габру.